# Diplomatenpass

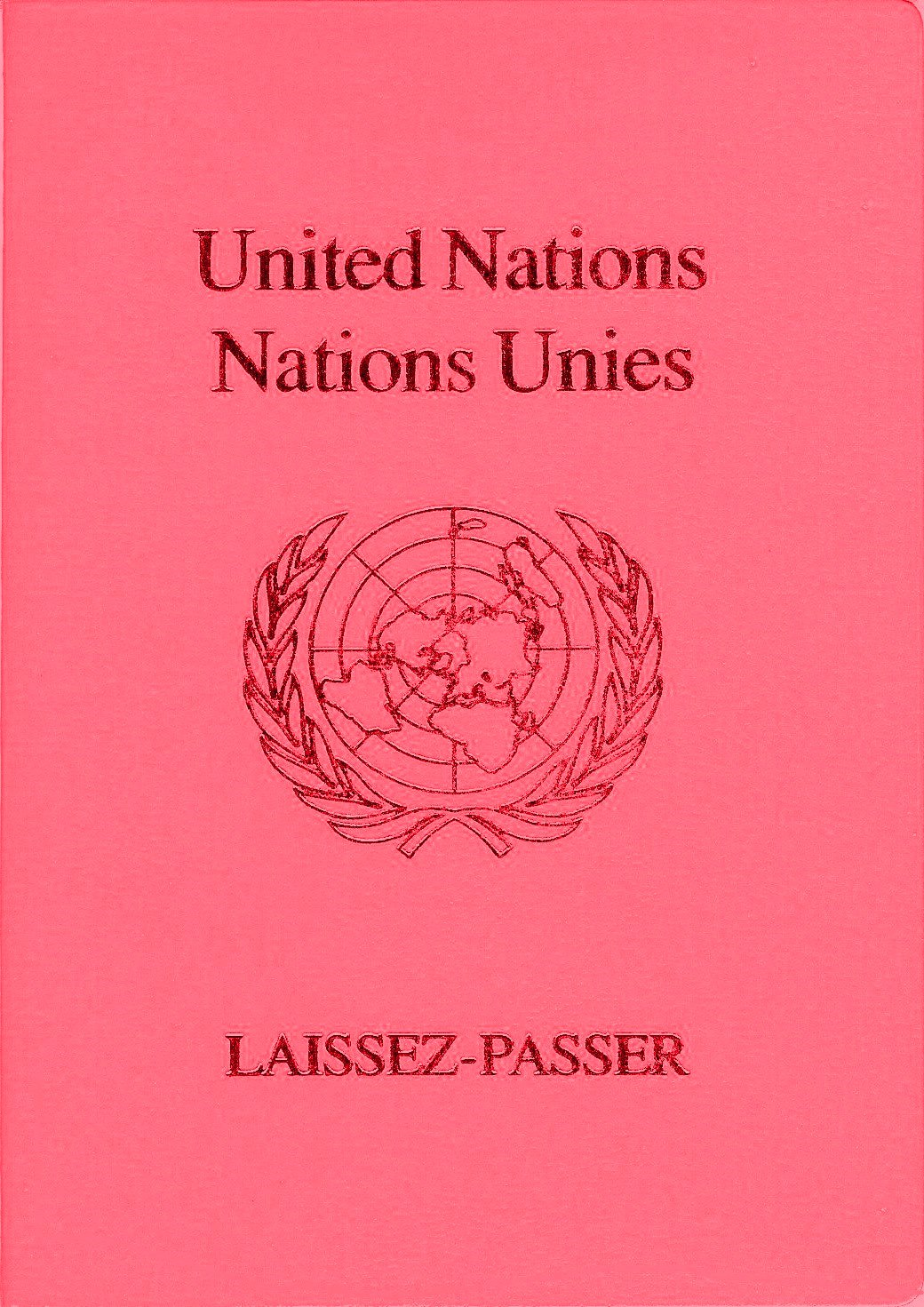
Deckblatt eines diplomatischen Laissez-Passer für Führend Bedienstete oder Direktor der Vereinten Nationen

Der Diplomatenpass ist ein für das grenzüberschreitende Reisen vorgesehener Pass, der nur an Diplomaten sowie an hochrangige Amts- und Mandatsträger, etwa Abgeordnete eines Parlaments oder Ministerialbeamte mit politischer Funktion, ausgegeben wird. Er soll nur für Reisen zu dienstlichen Zwecken verwendet werden. An Reisende im staatlichen Auftrag, die nicht Diplomaten sind und die keine politische Funktion ausüben, werden Dienstpässe ausgegeben.

## Afrikanische Union
Die Afrikanische Union gibt Reisepässe aus, die neben den nationalen ihrer Mitgliedsländer gültig sind. Diplomaten und Konsularmitarbeiter und deren direkten Angehörigen erhalten von der Afrikanischen Union für Dienstreisen einen eigenen Diplomatenpass.

## Deutschland

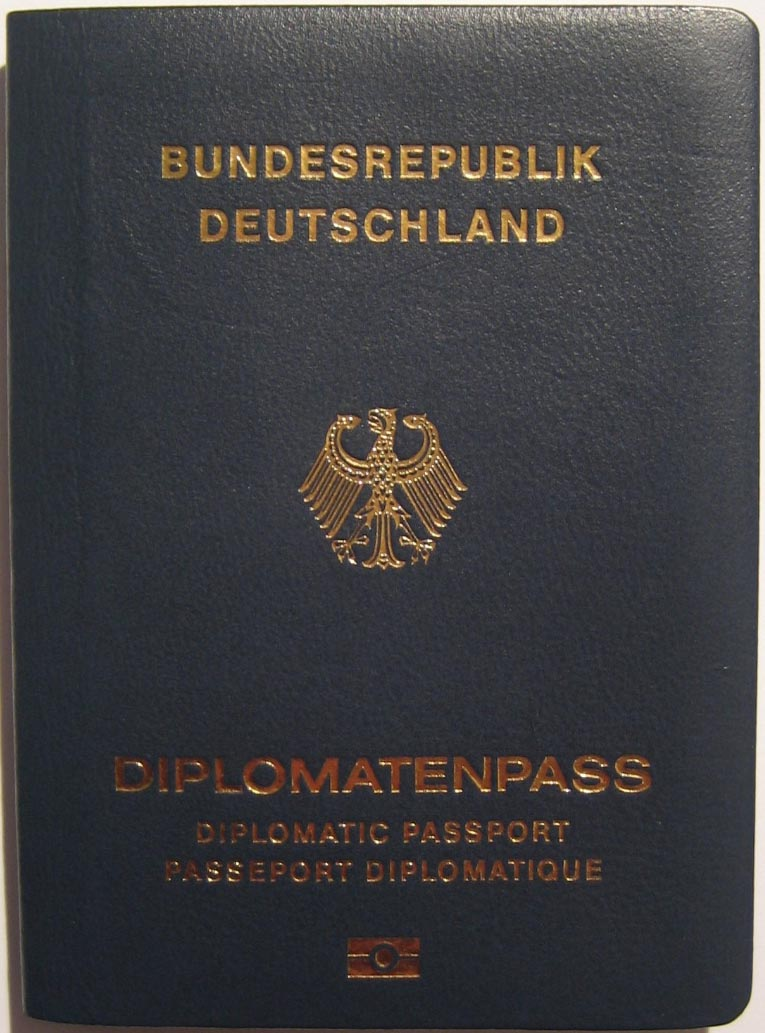
Diplomatenpass der Bundesrepublik Deutschland

Die Ausstellung von Diplomatenpässen einschließlich vorläufiger Diplomatenpässe ist in Deutschland in den §§ 3 Abs. 2 u. 4, 12-14 Passverordnung geregelt. Einzige Ausstellungsbehörde für deutsche Diplomatenpässe ist das Auswärtige Amt (Referat 512). Die Ausstellung der Diplomatenpässe erfolgt allein im öffentlichen Interesse, weshalb die Verordnung ausdrücklich klarstellt, dass auf die Ausstellung kein Anspruch besteht. § 4 der Allgemeinen Verwaltungsvorschrift über die Ausstellung amtlicher Pässe der Bundesrepublik Deutschland (AVVaP) regelt, welche Verfassungsorgane, Amts- und Mandatsträger einen Diplomatenpass erhalten.
- In ihrer Eigenschaft als Verfassungsorgane beziehungsweise Mitglieder der Verfassungsorgane des Bundes erhalten Diplomatenpässe

1. der Bundespräsident;
2. der Präsident und die Vizepräsidenten des Deutschen Bundestages;
3. der Bundeskanzler und die Mitglieder der Bundesregierung;
4. der Präsident und die Vizepräsidenten des Bundesrates;
5. der Präsident und der Vizepräsident des Bundesverfassungsgerichts;
6. die Abgeordneten des Deutschen Bundestags;
7. die Mitglieder und die stellvertretenden Mitglieder des Bundesrats;
8. die Richter des Bundesverfassungsgerichts.

- In ihrer Eigenschaft als Mitglieder der Verfassungsorgane auf Landesebene erhalten Diplomatenpässe

1. die Ministerpräsidenten der Länder;
2. die Landtagspräsidenten;
3. die Minister der Länder.

- In ihrer Eigenschaft als Amtsträger mit Dienstort im Inland erhalten Diplomatenpässe

1. der Chef des Bundespräsidialamtes;
2. die den Mitgliedern der Bundesregierung beigegebenen Staatsminister und parlamentarischen Staatssekretäre;
3. die Staatssekretäre der Bundesregierung;
4. der Direktor beim Deutschen Bundestag;
5. der Direktor des Bundesrates;
6. der Chef des Presse- und Informationsamts der Bundesregierung und seine Stellvertreter;
7. der Präsident des Bundesrechnungshofs;
8. der Präsident und die Mitglieder des Vorstands der Deutschen Bundesbank;
9. die in der Zentrale des Auswärtigen Amts tätigen Beschäftigten von der Dienststellung eines stellvertretenden Referatsleiters an aufwärts; die übrigen Beschäftigten des Auswärtigen Amts für die Dauer von Dienstreisen, wenn die Reise oder die Erfüllung des Reisezwecks beziehungsweise der Aufenthalt ohne einen Diplomatenpass nicht möglich oder aufgrund im Einzelfall nachzuweisender Umstände wesentlich erschwert wäre.

- In ihrer Eigenschaft als Amts- beziehungsweise Mandatsträger mit Dienstort im Ausland erhalten Diplomatenpässe

1. die den Auslandsvertretungen der Bundesrepublik Deutschland zugeteilten Beschäftigten einschließlich der Soldaten und Familienmitglieder, die nach den Bestimmungen des Auswärtigen Amtes zur Diplomaten- oder Konsularliste anzumelden sind;
2. die deutschen Delegationsleiter im Europäischen Auswärtigen Dienst sowie die zur Dienstleistung im Europäischen Auswärtigen Dienst beurlaubten Beschäftigten des Bundes und der Länder;
3. die deutschen Mitglieder der Europäischen Kommission;
4. die deutschen Mitglieder des Europäischen Parlaments sowie die deutschen Mitglieder der Parlamentarischen Versammlung des Europarats und deren Stellvertreter;
5. die deutschen Richter sowie die Generalanwälte am Gerichtshof der Europäischen Union und am Europäischen Gerichtshof für Menschenrechte;
6. die deutschen Beschäftigten in internationalen Organisationen, in denen die Bundesrepublik Deutschland Mitglied ist, soweit sie diesen Organisationen vorstehen oder in eine der beiden höchsten Besoldungsgruppen der Organisation eingestuft sind;
7. die zur Dienstleistung bei internationalen Organisationen, in denen die Bundesrepublik Deutschland Mitglied ist, beurlaubten Beschäftigten des Bundes und der Länder, soweit sie mindestens der Besoldungsgruppe A 16 oder einer dieser Besoldungsgruppe entsprechenden Gehaltsstufe angehören.

Anderen Personen kann laut der Vorschrift ein Diplomatenpass ausgestellt werden „für Reisen, die sie im amtlichen Auftrag oder im besonderen deutschen Interesse ausführen, in Ausnahmefällen auch für Reisen mit einem längeren Aufenthalt, wenn diese Reisen ohne einen Diplomatenpass nicht möglich oder im Einzelfall wesentlich erschwert wären“.
Der Besitz eines Diplomatenpasses führt, für sich genommen, nicht zur diplomatischen Immunität. Diese wird erst durch die Akkreditierung eines Diplomaten oder eine amtliche Einladung in einem bestimmten Staat bewirkt, wobei sich diese Wirkung auf den akkreditierenden oder einladenden Staat beschränkt. Immunitäten für ausländische Diplomaten sind in Deutschland in den §§ 18 bis 20 des Gerichtsverfassungsgesetzes geregelt.
Für Diplomatenpassinhaber einiger Staaten besteht unabhängig von der Einladung oder Akkreditierung das Privileg, dass sie abweichend von den Staatsangehörigen ihres Staates, die einen regulären Reisepass vorweisen, von der Visumpflicht befreit sind. In Deutschland sind diese Ausnahmen in § 19 der Aufenthaltsverordnung geregelt; die zugehörige Staatenliste findet sich in Anlage B zur Aufenthaltsverordnung.
Die Bundesregierung erklärte im November 2016, dass sie keine Informationen darüber habe, wie viele und an welche Personen Diplomatenpässe ausgestellt wurden.
Der Diplomatenpass der Bundesrepublik Deutschland hat eine dunkelblaue Farbe.
Der Diplomatenpass der DDR hatte einen roten Deckel, im Gegensatz zum blauen Reisepass der Deutschen Demokratischen Republik sowie zum grünen Dienstpass.

## Kosovo
Der Diplomatenpass des Kosovo hat statt des sonst üblichen burgunderroten einen schwarzen Deckel. Ausgestellt wird er für das Staatsoberhaupt, die Mitglieder der Regierung, den Präsidenten des Verfassungsgerichts, den Präsidenten des Obersten Gerichtshofs, die Botschafter sowie das sonstige diplomatische Personal in den Botschaften und Konsulaten in aller Welt, die Ombudsperson, die Mitglieder der staatlichen Delegationen, sofern dies erforderlich ist, die Regierungsbeamten, die als Vertreter der Regierung in verschiedenen internationalen Organisationen ernannt wurden, die gesetzlich vorgeschriebenen diplomatischen Kuriere und die gesetzlich vorgeschriebenen Personen von Interesse mit einer maximalen Gültigkeitsdauer von 5 Jahren.

## Namibia
Der Diplomatenpass von Namibia hat einen blauen Deckel.

## Österreich

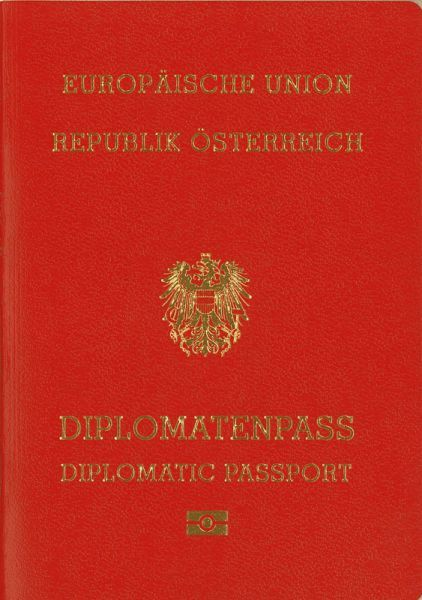
Österreichischer Diplomatenpass

Die Ausstellung von Diplomatenpässen wird in § 6 Passgesetz 1992 geregelt.
Diplomatenpässe sind auszustellen für
1. den Bundespräsidenten,
2. die Präsidenten des Nationalrates, den Präsidenten sowie die Vizepräsidenten des Bundesrates,
3. die Mitglieder der Bundesregierung und die Staatssekretäre,
4. Mitglieder des außenpolitischen Ausschusses des Nationalrates sowie die in Österreich gewählten Mitglieder des Europäischen Parlaments,
5. leitende Bedienstete des Bundesministeriums für europäische und internationale Angelegenheiten,
6. sonstige Beamte des höheren auswärtigen Dienstes mit Ausnahme von Beamten im Ruhestand,
7. sonstige Vertragsbedienstete des höheren auswärtigen Dienstes nach erfolgreich abgelegter Dienstprüfung,
8. Mitglieder des diplomatischen Personals österreichischer Berufsvertretungsbehörden,
9. die Leiter von Koordinationsbüros der Österreichischen Gesellschaft für Entwicklungszusammenarbeit und deren Stellvertreter,
10. andere Personen, die von der Republik Österreich in diplomatischer oder konsularischer Funktion im Ausland eingesetzt werden,
11. Personen, die in leitender Funktion im Rahmen internationaler Organisationen und Einrichtungen tätig sind, wenn diese Tätigkeit im außenpolitischen Interesse der Republik Österreich liegt, und
12. die Ehegatten oder eingetragenen Partner der in Ziffer 1, 8 und 9 genannten Personen, die minderjährigen Kinder der in Ziffer 8 und 9 genannten Personen, wenn sie mit diesen im gemeinsamen Haushalt leben, sowie sonstige im gemeinsamen Haushalt lebende Familienangehörige der in Ziffer 8 und 9 genannten Personen.

Nach § 15 Abs. 2 a Passgesetz 1992 sind Dienst- oder Diplomatenpässe zu entziehen, wenn die Voraussetzungen für eine Ausstellung nicht mehr vorliegen.
In Österreich war es bis 2012 üblich, ehemaligen Bundesministern sowie deren Ehepartnern und Staatssekretären auch nach Ablauf ihrer Amtszeit die Diplomatenpässe zu belassen, wenn sie dies wünschten. Dazu mussten sie keine politische Funktion ausüben oder eine offizielle Mission erfüllen. Auch die österreichischen Bischöfe wurden vom Außenministerium mit Diplomatenpässen ausgestattet. Mit dem Bundesgesetz, mit dem das Paßgesetz 1992 geändert wird, wurde § 6 neu gefasst und in Abs. 2 bestimmt, dass mit Beendigung der für die Ausstellung eines Diplomatenpasses maßgeblichen Funktion der Anspruch auf einen Diplomatenpass erlischt und der Passinhaber den Diplomatenpass unverzüglich der ausstellenden Behörde zur Entwertung zurückzustellen hat. Das Ministerium forderte die Betroffenen in einem Brief auf, den Pass bis spätestens 25. Oktober 2012 zu retournieren. Das Dokument steht nun nur noch aktiven Diplomaten und Regierungsmitgliedern zu.
Seit der Reform 2012 ist der Diplomatenpass grellrot, der Dienstpass dunkelblau.

## Osttimor
Der Diplomatenpass Osttimors hat einen dunkelgrünen Einband. Ihn erhalten die jeweiligen Oberhäupter der Verfassungsorgane alle Mitglieder der Regierung und Generäle der Streitkräfte, die drei römisch-katholischen Bischöfe des Landes und gleichwertige Würdenträger anderer Religionen sowie die Mitarbeiter des diplomatischen Dienstes und ihre direkten Verwandten, wenn sie mit ihnen reisen.

## Serbien
Der Diplomatenpass Serbiens wird durch das Serbische Ministerium für Auswärtige Angelegenheiten an Diplomaten, hochrangige Beamte, Mitglieder des Parlaments und reisenden Personen von staatlichen Unternehmen, sowie deren unmittelbare Familienmitglieder ausgegeben. Die Gültigkeitsdauer richtet sich nach der Dauer ihres Mandats.

## Tschechien

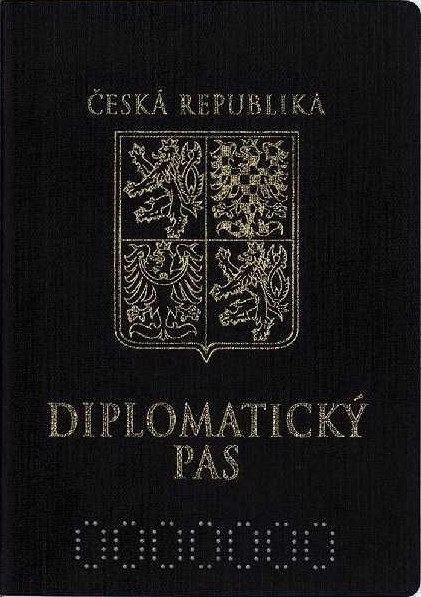
Tschechischer Diplomatenpass

In der Tschechischen Republik erhalten neben dem diplomatischen Personal der amtierende und die ehemaligen Staatspräsidenten, Premierminister und Minister der Regierung, Parlamentsmitglieder und Richter des Verfassungsgerichts sowie teilweise Familienmitglieder der genannten einen Diplomatenpass. Mit seinem schwarzen Umschlag unterscheidet er sich vom Burgunderrot des gewöhnlichen Reisepasses.